# Zrywka drewna

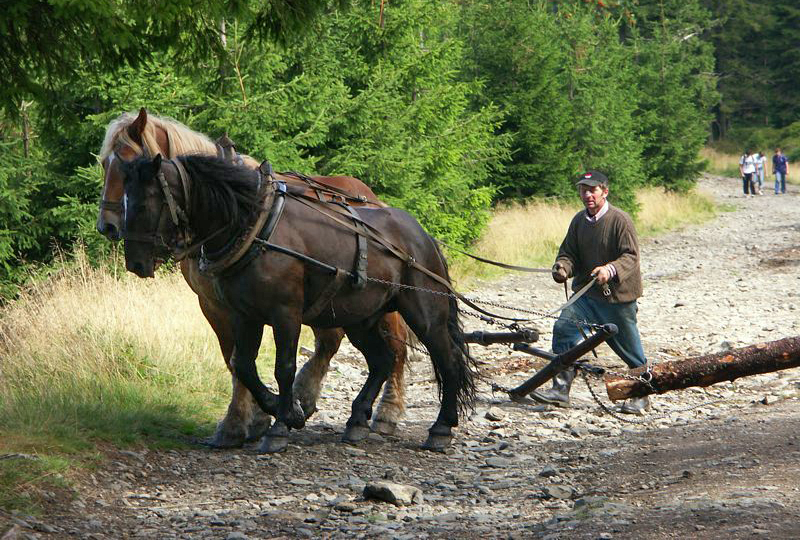
Zrywka drewna końmi w górach, w Masywie Śnieżnika

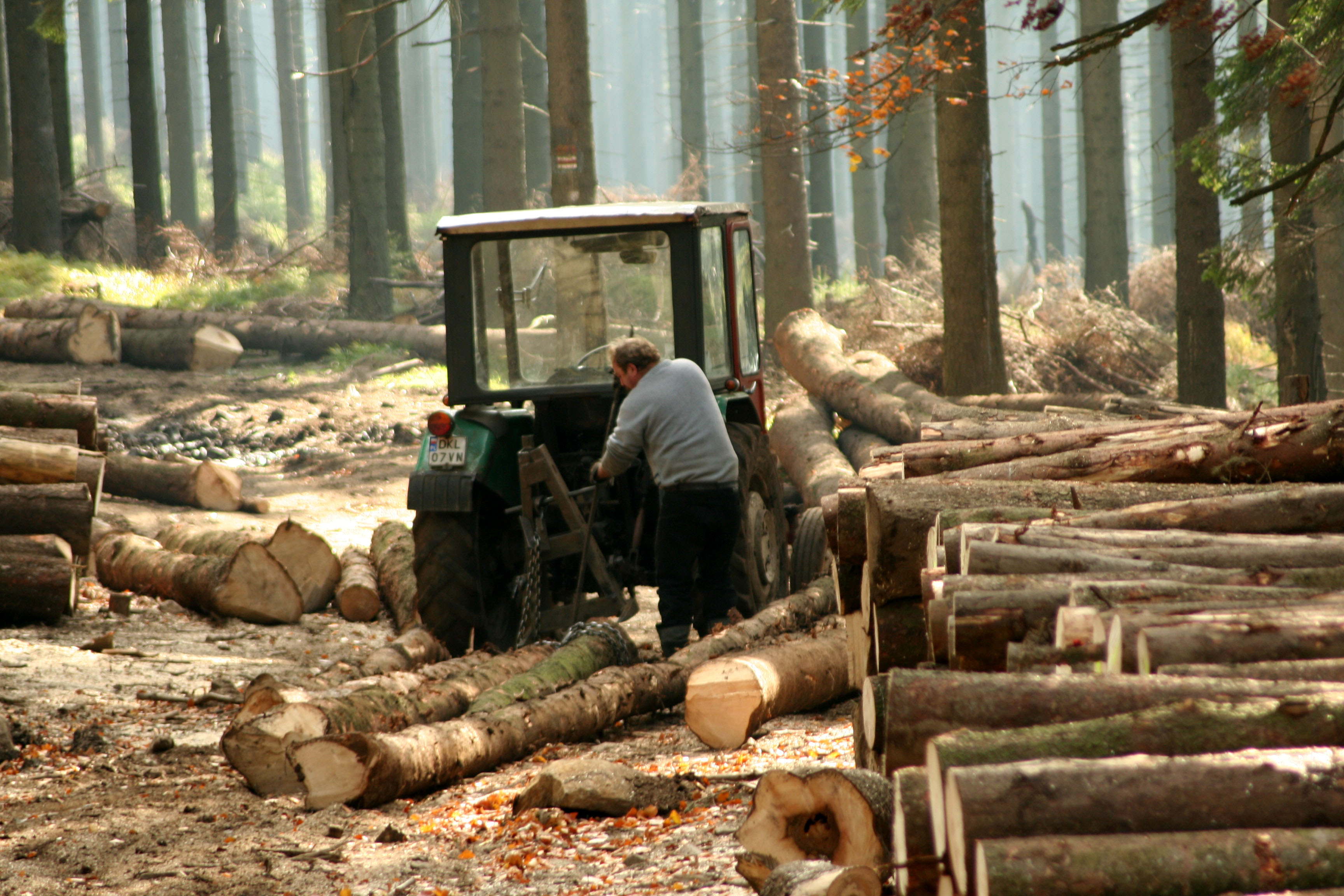
Zrywka drewna przy użyciu ciągnika w Górach Sowich

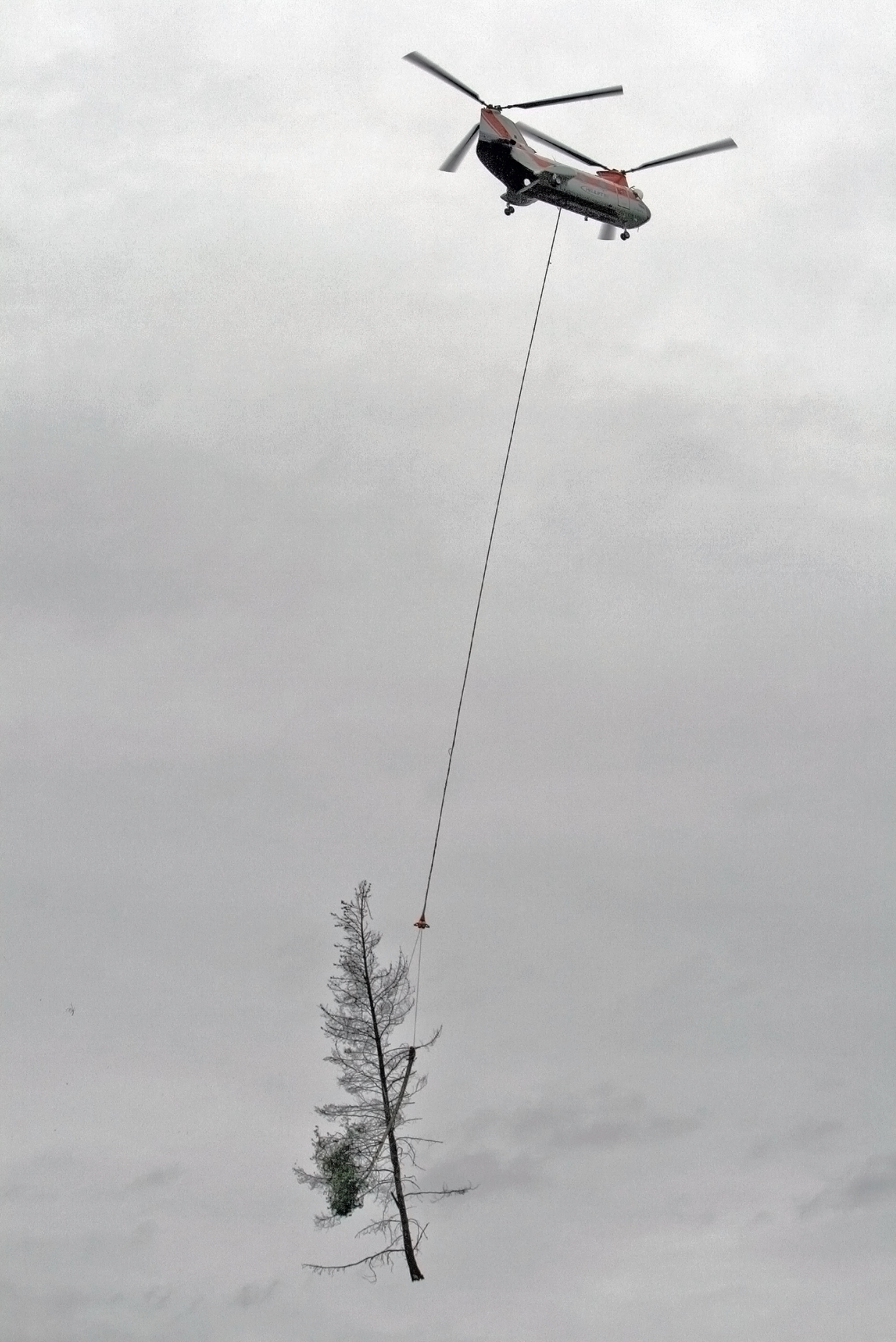
Zrywka drewna za pomocą helikoptera w Oregonie

Zrywka drewna – czynność transportu drewna okrągłego z miejsca pozyskania (od pnia) do miejsca załadunku, składowania, wstępnej obróbki itp. Jest to najtrudniejsza i najkosztowniejsza faza transportu ze względu na duże rozproszenie surowca drzewnego i niekorzystne warunki przyrodnicze (np. w górach). Ze względu na rodzaj użytej siły, zrywkę można podzielić na:
- ręczną, w tym ręczną grawitacyjną polegającą na zsuwaniu drewna po stoku,
- wykonywaną przy pomocy zwierząt: końmi – konną (w innych krajach również słoniami),
- grawitacyjną:
  - przy użyciu ryz (ziemnych, lodowych, śniegowych, drewnianych, plastikowych, metalowych),
  - przy użyciu ślizgów (najczęściej drucianych, kolejką Szotkowskiego),
- mechaniczną wykonywaną:
  - pojazdami mechanicznymi:
    - ciągnikami rolniczymi (uniwersalnymi),
    - ciągnikami specjalistycznymi:
      - skiderami (skidderami),
      - forwarderami,

  - wciągarkami,
  - kolejkami linowymi,
  - rzadko również sterowcami, balonami lub helikopterami.

Ze względu na sposób transportowania drewna zrywkę dzieli się na:
- wleczoną – kiedy praktycznie cała długość zrywanej drewna dotyka do ziemi (ściółki),
- półpodwieszoną – kiedy najczęściej odziomek jest podniesiony do góry a wierzchołek ciągnie się po ziemi,
- podwieszoną – kiedy drewno nie ma kontaktu z glebą,
- nasiębierną – kiedy drewno jest załadowane na specjalistyczny ciągnik zrywkowy forwarder i nie ma ono kontaktu z ziemią i tym samym ogranicza uszkodzenie powierzchni gleby jedynie do zniszczeń powodowanych przez koła ciągnika (ugniatanie gleby).

Zrywka wleczona występuje najczęściej przy wykorzystaniu koni, ciągników rolniczych, wciągarek. W przypadkach tych jest możliwa modyfikacja zmniejszająca występujące opory – po zastosowaniu specjalistycznych urządzeń. Zrywkę półpodwieszoną wykonują skidery, podwieszoną – forwardery. Przy wykorzystaniu zrywki kolejkami linowymi może wystąpić każda z wymienionych sytuacji.

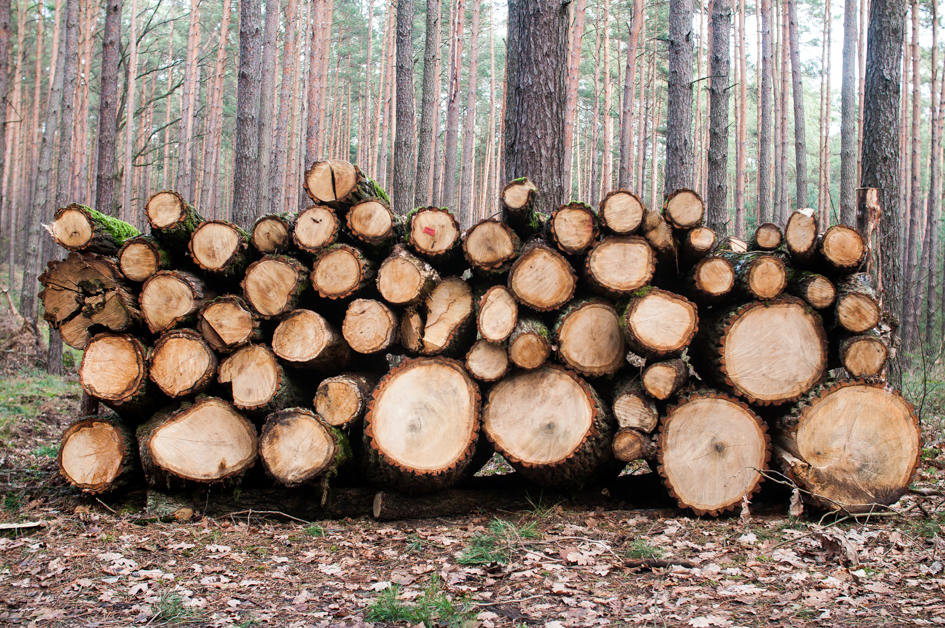
Przygotowane drewno do transportu
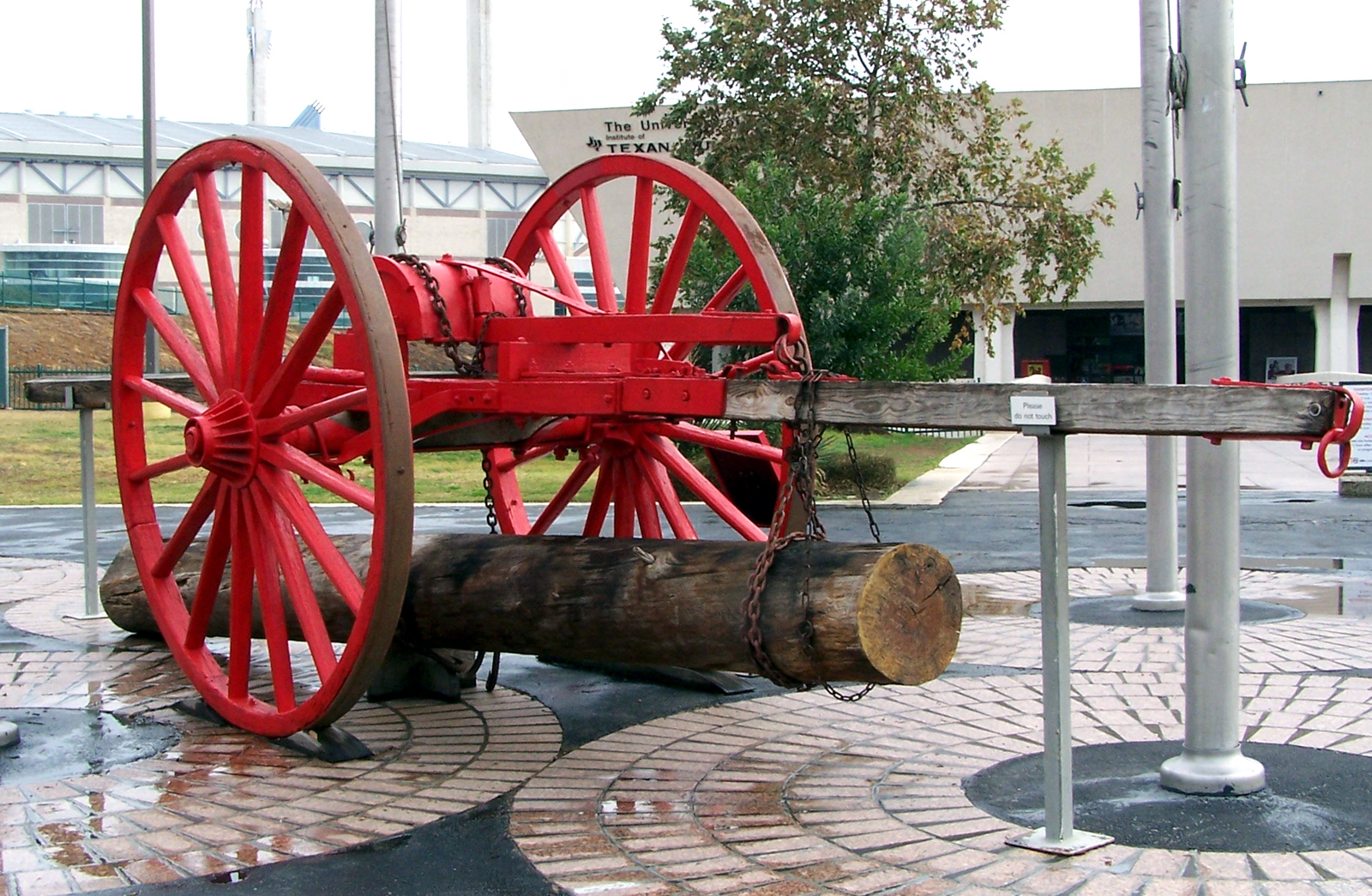
Dwukółka – historyczne urządzenie do zrywki drewna
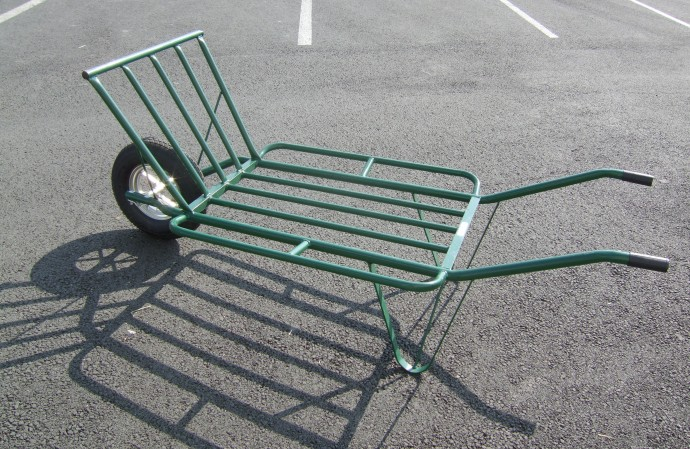
Urządzenie wspomagające zrywkę ręczną
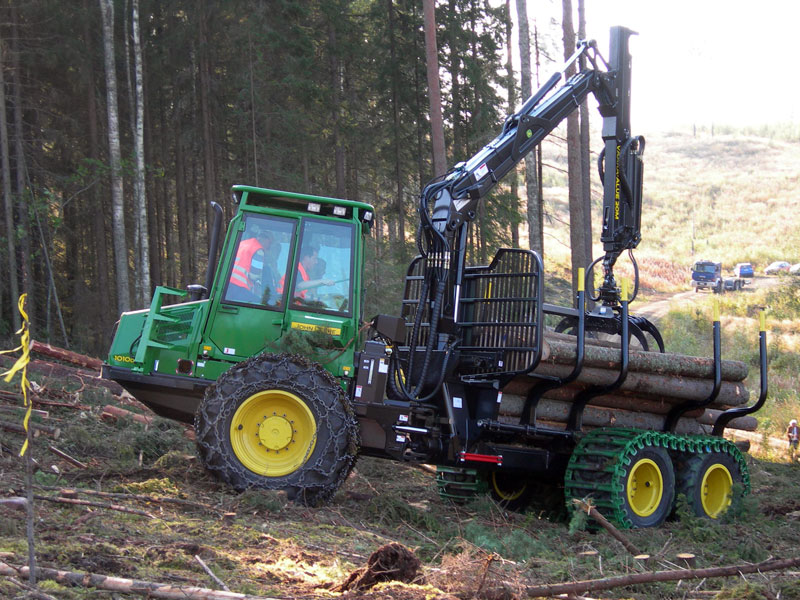
Zrywka podwieszona (nasiębierna) przy użyciu forwardera

Zrywka bardzo często wywiera negatywny wpływ na środowisko. Szczególnie zrywka wleczona – powoduje przemieszczanie powierzchniowych partii gleby, przyspieszenie procesów erozji stokowej, niszczenie runa leśnego itp.

## Literatura
- Zbigniew Laurow: Pozyskiwanie drewna i podstawowe wiadomości o jego przerobie. Warszawa: Wydaw. SGGW, 1999. ISBN 83-7244-026-3. Brak numerów stron w książce
- Marian Kubiak: Transport leśny. Poznań: Wydaw. Akademii Rolniczej im. Augusta Cieszkowskiego, 1998. ISBN 83-7160-119-0. Brak numerów stron w książce